# Liste der Kulturdenkmale in Ponitz
In der Liste der Kulturdenkmale in Ponitz sind die Kulturdenkmale der ostthüringischen Gemeinde Ponitz im Landkreis Altenburger Land und ihrer Ortsteile aufgelistet. Diese Liste basiert auf der Denkmalliste der Unteren Denkmalschutzbehörde des Landkreises mit Stand vom 10. August 2015. Die hier veröffentlichte Liste besitzt informativen Charakter und ist nicht rechtsverbindlich. Insbesondere können in Einzelfällen auch Objekte Kulturdenkmal sein, die (noch) nicht in der Liste enthalten sind.

## Grünberg
| Bild                           | Bezeichnung                         | Lage                     | Datierung | Beschreibung                                               | ID |
| ------------------------------ | ----------------------------------- | ------------------------ | --------- | ---------------------------------------------------------- | -- |
| Fotos hochladen                | Pfarrgehöft mit 2 Skulpturen        | Höhenweg 51a (Karte)     |           | Marien- und Madonnenskulptur                               |    |
| weitere Bilder Fotos hochladen | Kirche mit Ausstattung und Kirchhof | Kirchweg (Karte)         |           | evangelische Pfarrkirche                                   |    |
| Fotos hochladen                | Nebengebäude und Laubengang         | Kirchweg 39, 39a (Karte) |           | Laubengang in einem Stallgebäude eines Vierseithofes, 1770 |    |
| BW                             | Vierseithof und Torhaus             | Talstraße 10 (Karte)     |           |                                                            |    |
| Fotos hochladen                | Vierseithof                         | Talstraße 12 (Karte)     |           |                                                            |    |
| BW                             | Vierseithof                         | Talstraße 44 (Karte)     |           | Laubengang                                                 |    |
| BW                             | Wohnhaus                            | Talstraße 78 (Karte)     |           |                                                            |    |
| BW                             | Gasthof und Saal                    | Talstraße 84 (Karte)     |           |                                                            |    |

## Merlach
| Bild            | Bezeichnung         | Lage               | Datierung | Beschreibung       | ID |
| --------------- | ------------------- | ------------------ | --------- | ------------------ | -- |
| Fotos hochladen | Gehöft              | Am Wasserwerk 5    |           | ehemaliges Handgut |    |
| Fotos hochladen | Wohnhaus            | Lindenallee 12     |           | Kleinbauernhaus    |    |
| Fotos hochladen | Gasthof und Saalbau | Ponitzer Straße 30 |           |                    |    |

## Ponitz
| Bild                                    | Bezeichnung                                              | Lage                       | Datierung | Beschreibung                                                                                              | ID |
| --------------------------------------- | -------------------------------------------------------- | -------------------------- | --------- | --- | -- |
| Direkt Bild zu diesem Denkmal hochladen | Wohnhaus und Nebengebäude                                | Crimmitschauer Straße 2    |           | ehemalige Schmiede, Gehöft mit Werkstattanbau, Hofraum und wieder hergestellter Einfriedung               |    |
| Fotos hochladen                         | Gehöft                                                   | Crimmitschauer Straße 44   |           | ehemaliger Vierseithof                                                                                    |    |
| Direkt Bild zu diesem Denkmal hochladen | Friedhofskapelle mit Innenausstattung und Friedhofsmauer | Gößnitzer Straße           |           | Friedhof                                                                                                  |    |
| weitere Bilder Fotos hochladen          | Schloss, Park, Einfriedung und Wirtschaftshof            | Gößnitzer Straße 2 (Karte) |           | Renaissanceschloss mit ehemaligem Rittergut, 2012 Teilabbruch Wirtschaftsgebäude, Neubau „Ponitz Arkaden“ |    |
| Direkt Bild zu diesem Denkmal hochladen | Wohnhaus                                                 | Meeraner Straße 2a         |           | ehemaliges Nebengebäude Gasthof, Silbermann-Haus                                                          |    |
| Fotos hochladen                         | Gehöft                                                   | Meeraner Straße 8          |           | |    |
| Direkt Bild zu diesem Denkmal hochladen | Gehöft                                                   | Meeraner Straße 34a, 34b   |           | Wohnhaus und Nebengebäude eines ehemaligen Vierseithofes mit Holzstube                                    |    |
| Direkt Bild zu diesem Denkmal hochladen | Gehöft                                                   | Meeraner Straße 38         |           | Vierseithof                                                                                               |    |
| Direkt Bild zu diesem Denkmal hochladen | Gehöft                                                   | Meeraner Straße 42         |           | Vierseithof mit Taubenhaus                                                                                |    |
| weitere Bilder Fotos hochladen          | Kirche mit Ausstattung, Kirchhof und Einfriedung         | Pfarrberg (Karte)          |           | evangelische Friedenskirche mit Silbermann-Orgel                                                          |    |
| Direkt Bild zu diesem Denkmal hochladen | Pfarrhaus mit Garten                                     | Pfarrberg 2                |           | |    |

## Zschöpel
| Bild            | Bezeichnung | Lage                  | Datierung | Beschreibung | ID |
| --------------- | ----------- | --------------------- | --------- | ------------ | -- |
| Fotos hochladen | Vierseithof | Nitzschkaer Straße 12 |           |              |    |